# Bajanmönchiin Anchtschimeg
Bajanmönchiin Anchtschimeg (mongolisch Баянмөнхийн Анхчимэг; * 30. Januar 1983 in der Mongolei) ist eine mongolische Schachspielerin.
Ihr Rufname ist Anchtschimeg. Bajanmönchiin ist ein Patronym, nämlich die Genitivform des Namens ihres Vaters, Bajanmönch. Die Schreibweise ihres Namens lautete beim Weltschachbund FIDE bis 2000 Bayanmukh Ankhchimer, von 2000 bis 2008 Bayanmonh Anhchimeg und seit 2009 Bayanmunh Ankhchimeg.

## Erfolge

### Einzelerfolge
2001 gewann sie in Ulaanbaatar die mongolische Einzelmeisterschaft der Frauen mit anderthalb Punkten Vorsprung. Ein Jahr später wurde sie erneut mongolische Meisterin, diesmal nach Entscheidung im Tie-Break vor Batchujagiin Möngöntuul. 2003 gewann sie den mongolischen Frauentitel zum dritten Mal in Folge. 2004 gewann sie die Frauenwertung beim Unicorn Open in Berlin. Erneut mongolische Meisterin wurde sie 2005 sowie geteilt 2009.

### Mannschaftsschach
Mit der mongolischen Frauennationalmannschaft nahm sie an sechs Schacholympiaden teil: 2000, 2002, 2004, 2006, 2010 und 2012 (2002 in Bled spielte sie am Spitzenbrett,) sowie an der asiatischen Mannschaftsmeisterschaft der Frauen 1999 in Shenyang.
In den Saisons 2003/04 und 2004/05 spielte sie in der Thüringenliga für den SV Jenapharm Jena und nahm für den Thüringer Schachbund, an Brett 1 spielend, an der deutschen Ländermeisterschaft der Frauen 2004 teil.

### Titel und Rating
Seit September 2006 trägt sie den Titel Internationaler Meister der Frauen (WIM). Die Normen hierfür erzielte sie mit Übererfüllung bei der Universitätsweltmeisterschaft der Frauen im September 2002 in Ulaanbaatar, bei der sie unter anderem Cristina Moșin und Ksenia Rybenko besiegen konnte, bei der Schacholympiade 2002 knapp zwei Monate später sowie bei einem internationalen Frauenturnier in Nowokusnezk im März 2005. Ihre Elo-Zahl beträgt 2123 (Stand: Januar 2021), ihre bisher höchste war 2252 von Oktober 2005 bis Juni 2006.